# چارلی مکسی
چارلی مکسی (انگلیسی: Charlie Mackesy؛ زاده ۱۱ دسامبر ۱۹۶۲) هنرمند، تصویرگر بریتانیایی و نویسنده کتاب پسرک، موش‌کور، روباه و اسب است.

## حرفه
مکسی کار خود را به عنوان کاریکاتوریست برای تماشاگر آغاز کرد، قبل از اینکه تصویرگر کتاب برای انتشارات دانشگاه آکسفورد شود. او همچنین با ریچارد کورتیس روی مجموعه در واقع عشق کار کرد تا مجموعه‌ای از نقاشی‌ها را به حراج برای کامیک رلیف بسازد و به همکاری با مؤسسه خیریه‌ای که او دوست دارد ادامه داده‌است. او برای کار بر روی پروژه سری وحدت نلسون ماندلا، یک پروژه لیتوگرافی که با ماندلا روی نقاشی‌هایی که او انجام داده بود، انتخاب شد.
برنزهای او را می‌توان در فضاهای عمومی لندن از جمله قبرستان هایگیت و جاده برومپتون پیدا کرد. نقاشی‌های او به‌طور گسترده به نمایش گذاشته شده‌است، اغلب با گالری‌های لندن و نیویورک به نمایش گذاشته شده‌است.
آثار او در کتاب‌ها، مجموعه‌های خصوصی، گالری‌ها، جلد مجلات، چراغ‌های خیابان، کلاس‌های درس مدرسه، کافه‌ها، خانه‌های امن زنان، کلیساها، زندان‌ها، بخش‌های بیمارستان و فضاهای عمومی بی‌شماری دیگر در سراسر جهان به نمایش درآمده است. ویراستاری که نقاشی‌های او را در اینستاگرام دیده بود و متعاقباً با او در ابوری پرز منتشر شد، با مکسی تماس گرفت. پسرک، موش‌کور، روباه و اسب، اولین‌بار در اکتبر ۲۰۱۹ منتشر شد و بیش از ۱۰۰ هفته را در فهرست ۱۰ کتاب پرفروش ساندی تایمز سپری کرده‌است و طولانی‌ترین ساندی تایمز هاردبک شماره یک در تمام دوران است. کتاب او به عنوان کتاب سال واتراستونز در سال ۲۰۱۹ و کتاب بارنز اند نوبل سال ۲۰۱۹ (اولین کتابی که هر دو در یک سال جایزه دریافت کرد) انتخاب شد و در فهرست نهایی جوایز کتاب بریتانیا در سال ۲۰۲۰ قرار گرفت.
مکسی یکی از برندگان جوایز پرفروش نیلسن ۲۰۲۰ بود، با پسرک، موش‌کور، روباه و اسب که به جایگاه پلاتینیوم دست یافتند. تمام عناوینی که به وضعیت پلاتینیوم دست می‌یابند به «تالار مشاهیر قرن بیست و یکم» که اکنون شامل ۱۴۹ عنوان است، وارد می‌شوند. در سال ۲۰۲۰، هشت کتاب از آستانه فروش میلیون نسخه جایزه پلاتین عبور کردند. مکسی به عنوان هنرمند سال گالری مدوکس در جوایز مردان سالجی‌کیو در سال ۲۰۲۰ و تصویرگر سال در جوایز کتاب بریتانیا در سال ۲۰۲۱ جایزه دریافت کرد. مکسی کارگردان و نویسندگی مشترک این فیلم انیمیشن بود.

## زندگی شخصی
مکسی که با نام چارلز مکسی به‌دنیا آمد، در نورثامبرلند بزرگ شد و در کالج رادلی و دبیرستان ملکه الیزابت، هکسام، تحصیل کرد. او همچنین برای مدت کوتاهی دو بار در دانشگاه حضور یافت، اما در هر دو مورد در عرض یک هفته دانشگاه را ترک کرد.
پدربزرگ و مادربزرگ پدری مکسی سرلشکر پیرس جوزف مکسی و نویسنده لئونورا مکسی (متولد ۱۹۰۲) بودند که عاشقانه‌های هارلکین را در نقش لئونورا استار و دوروتی ریورز نوشتند.
او در آفریقای جنوبی، جنوب صحرای آفریقا و ایالات متحده آمریکا زندگی و نقاشی کرده‌است. او با سگش بارنی بین بریکستون، جنوب لندن و سافولک زندگی می‌کند. دور از هنر، مکسی، ماما بوچی، یک شرکت اجتماعی عسل در زامبیا را اداره می‌کند و به اجرای پروژه بی‌خانمان‌ها در لندن کمک کرده‌است.